# Korean Air-vlucht 858
Korean Air-vlucht 858 was een passagiersvliegtuig, dat op 29 november 1987 als gevolg van een bomaanslag neerstortte. De bom ging af in het passagiersgedeelte van de Boeing 707-3B5C. Bij de bomaanslag kwamen alle 115 inzittenden van het toestel om het leven.

## Achtergrond
Vlucht 858 van Korean Air was op weg van Bagdad naar Seoul. Onderweg zou het stoppen in Abu Dhabi en in Bangkok. Toen het vliegtuig onderweg was van Abu Dhabi naar Bangkok ontplofte de bom boven de Andamanse Zee en het vliegtuig stortte daarna vrijwel direct in zee. Alle inzittenden kwamen om. 
De daders waren de Noord-Koreaanse geheim agenten Kim Sung-il en Kim Hyon-hi die in opdracht van de Noord-Koreaanse autoriteiten het vliegtuig opbliezen. Voordat ze daadwerkelijk de aanslag pleegden reisden ze door Europa waar zij zich voordeden als Japanse toeristen. Ze reisden onder meer naar Moskou, Boedapest en Wenen, waar zij ook de laatste voorbereidingen voor de aanslag deden. In Wenen kregen zij de tickets overhandigd voor de vlucht Bagdad - Abu Dhabi - Bangkok - Seoul en daarnaast kochten ze ook een ticket Bagdad - Abu Dhabi - Bahrein. In principe zouden de geheim agenten de bom in het vliegtuig activeren, in Abu Dhabi uitstappen en via Amman naar Rome vliegen. Voor de zekerheid kochten ze ook een tweede ticket met als eindbestemming Bahrein die in Abu Dhabi als afleiding zou kunnen dienen. Vanuit Bahrein konden ze dan weer via Amman naar Rome vliegen om uiteindelijk terug te keren naar Noord-Korea.
Het eerste deel van de aanslag verliep volgens plan. In Bagdad activeerden zij de bom en vervolgens stapten ze uit in Abu Dhabi. Vanwege de strenge paspoortcontrole in Abu Dhabi besloten zij hun ticket naar Bahrein te gebruiken in de hoop niet als verdachte te worden opgemerkt. In Bahrein probeerden zij een vlucht richting Rome te bemachtigen, maar er werden vraagtekens gezet door de autoriteiten bij de (vervalste) Japanse paspoorten en het werd de geheim agenten niet toegestaan Bahrein te verlaten, voordat zij beter waren onderzocht. Ze kregen een tijdelijk transit-visum en verbleven enkele dagen in een hotel in Bahrein in afwachting van het terugkrijgen van hun paspoort. Uiteindelijk werden zij gearresteerd op het vliegveld toen ze Bahrein alsnog wilden verlaten. Kim Sung-il pleegde zelfmoord door een ampul met een giftige stof door te bijten die verstopt was in een sigaret. Kim Hyon-hi deed hetzelfde, maar overleefde deze zelfmoordpoging. Vanuit Noord-Korea hadden ze de opdracht gekregen zelfmoord te plegen zodra zij gearresteerd zouden worden. Op deze manier konden zij niets verraden.

## Motief
Het motief om de vlucht op te blazen bleek uiteindelijk te maken te hebben met de Olympische Spelen die in 1988 in Seoul gehouden zouden worden. Noord-Korea wilde dit voorkomen en door een vliegtuig van Korean Air op te blazen hoopten dat de Olympische Spelen niet in Zuid-Korea zouden plaatsvinden. Uiteindelijk vonden de Olympische Spelen toch plaats in Seoul.

## Berechting van Kim Hyon-hi
Na ruim twee weken te zijn verhoord in Bahrein werd Kim Hyon-hi uitgeleverd aan Zuid-Korea. Uiteindelijk werd ze door Zuid-Korea schuldig bevonden en werd ze veroordeeld tot de doodstraf. Enige tijd later werd echter door de Zuid-Koreaanse president gratie aan haar verleend, omdat de leiders van Noord-Korea als werkelijke daders werden gezien en Kim Hyon-hi als slachtoffer van het Noord-Koreaanse regime. In de Zuid-Koreaanse gevangenis werd Kim Hyon-hi christen. Haar hele levensverhaal heeft ze uiteindelijk opgeschreven en is in boekvorm uitgebracht. De Nederlandse versie van dit boek heet 'Tranen van mijn ziel'. Ook zond de Evangelische Omroep in 1996 een documentaire uit over Kim Hyon-hi met dezelfde titel als haar boek.